# Boozed, Broozed & Broken-Boned
Boozed, Broozed & Broken-Boned – album DVD amerykańskiego zespołu heavymetalowego Black Label Society, wydany w 2003 roku przez wytwórnię Eagle Vision. Materiał został nagrany w Harpos Concert Theatre w Detroit w stanie Michigan, 14 września 2002.

## Twórcy
- Zakk Wylde - wokal, gitara
- Nick Catanese - gitara
- Robert Trujillo - gitara basowa
- Craig Nunenmacher - perkusja
- Mike Inez - gitara basowa (występ w Tokio)

## Lista utworów
1. "Demise of Sanity"
2. "Graveyard Disciples"
3. "Bleed for Me"
4. "13 Years of Grief"
5. "Stronger Than Death"
6. "Genocide Junkies"
7. "Spoke in the Wheel"
8. "Born To Lose"
9. "World of Trouble"
10. "Guitar Solo"
11. "Band Intros"
12. "All For You"
13. "Super Terrorizer"
14. "Berserkers"

### Dodatki
- wywiad z Zakkiem Wyldem
- lekcja z filmu instruktażowego Zakka "Hardcore Vol. 1"
- wideoklip "Stillborn"
- nagranie z występu w Tokio
- 3 minuty z Rae Rae
- Slightly Amped (wykonanie akustyczne)
- dyskografia
- Stupid Shit (wycięty materiał)
- The Star Spangled Banner (na żywo podczas gry Los Angeles Kings)